# Lophorrhachia rhathyma
Lophorrhachia rhathyma là một loài bướm đêm trong họ Geometridae.